# Franz Xaver Kepp
Franz Xaver Kepp (* 9. September 1764 in Linz; † 20. August 1824 in Steyr) war ein österreichischer Mediziner, Landphysiker von Perg und Kreisarzt in Steyr.

## Leben
Das Geburtsdatum von Franz Krepp findet sich im Studienkatalog der Universität Wien, an der er am 6. Mai 1788 zum Doktor der Medizin promoviert wurde. Am 11. September 1791 heiratete Kepp in Linz in der Stadtpfarre im Alter von 27 Jahren die 26-jährige Katharina Blümlin.

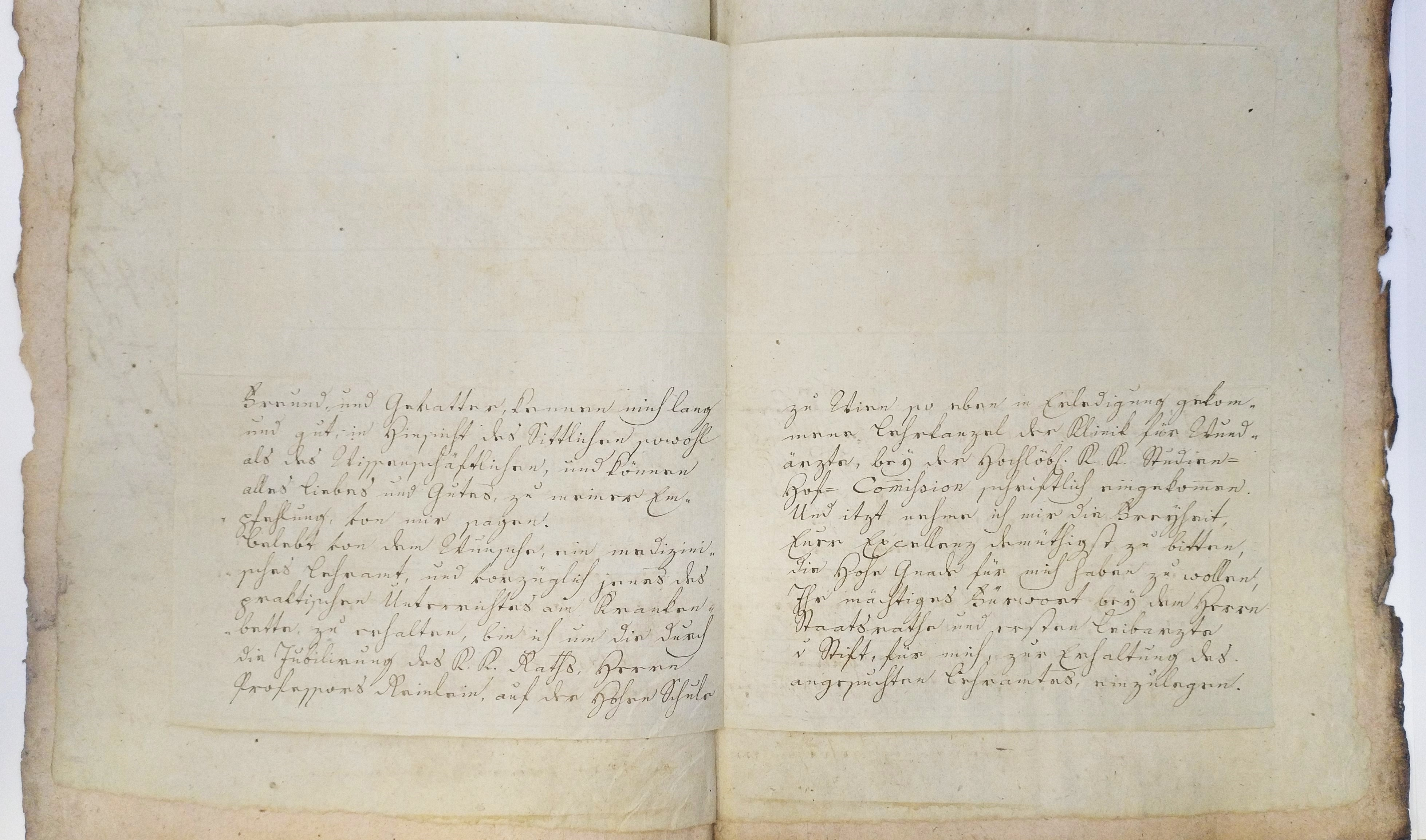
Kepp, Dr. Landarzt in Linz, Verleihung einer Lehrkanzel für Wundärzte in Wien, Gesuch

Kepp wurde Landschaftsphysikus in Perg und 1816 Kreisarzt in Steyr. 1812 bewarb er sich auf die Lehrkanzel der Klinik für Wundärzte, bei der k. k. Studien-Hof-Kommission. Diese Bewerbung versuchte er mit einem Schreiben an eine – nicht bekannte – hochgestellte Person zu unterstützen: „Und jetzt nehme ich mir die Freiheit Eure Exzellenz demütigst zu bitten, die hohe Gnade für mich haben zu wollen, ihr mächtiges Fürwort bei dem Herrn Staatsrathe und ersten Leibarzte v. Stift, für mich zur Erhaltung des angesuchten Lehramtes, einzulegen.“ Der Brief ist eine der wenigen erhaltenen Archivalien der k. k. Hofkanzlei, der das Sanitätswesen unterstand. Der Wiener Justizpalastbrand vernichtete die Archivbestände, die an das Ministerium des Inneren übergegangen waren, fast zur Gänze. An der Archivalie sind die Brandspuren sichtbar. 
Am 20. August 1824 starb Franz Xaver Kepp im Alter von 60 Jahren an „aus einem veralteten arthritischen Lungenfieber erfolgten Brande“.

## Ehrungen
- kleine goldene Ehren-Medaille „sammt Oehrl und Band“[6]